# جلوزيل سيمون
جلوزيل لاينيتي سيمون (بالإنجليزية: GloZell Green)  (اسم عائلتها جرين، ولدت في 30 من يوليو سنة 1972) المعروفة بجلوزيل جرين أو جلوزيل فقط هي ممثلة كوميدية أمريكية  وشخصية معروفة في برنامج اليوتيوب.
أسست جلوزيل قناتها في اليوتيوب في عام 2008 وقدمت فيها لقاءات ومواقف مضحكة في حياتها ومحاكاة ساخرة للأغاني. بحلول 2015 جمعت القناة أكثر من مليون مشترك وبلغ إجمالي المشاهدات إلى أكثر من 700 مليون مشاهدة. شملت أشهر مقاطع الفيديو التي أنتجتها مقطع تحدي القرفة
(Cinnamon challenge [الإنجليزية]) والذي جمع أكثر من 48 مليون مشاهدة ومقطع آخر بعنوان «ستساعدني حمالة الصدر المرفوعة في إيجاد الرجال الذي يناسبني» جمع أكثر من24 مليون مشاهدة. اكتسبت شهرة واسعة حين ذكر الممثل اليجاه وود
(إليجاه وود) مدونتها عن المقابلة التي أجرتها معه في البرنامج الحواري المباشر جيمي كيميل لايف!(جيمي كيميل لايف!) في عام 2011. وظهرت في عام 2012 في مسلسل د. فابيولس على الإنترنت. في سنة 2015 قابلت جلوزيل باراك أوباما(باراك أوباما) في البيت الأبيض في بث مباشر على اليوتيوب.

## بداية حياتها
ولدت جلوزيل للزوجة جلوريا والزوج اوزيل جرين حيث يحمل اسمها النصف الأول من اسم أمها والنصف الثاني من اسم أبيها. لديها أخت واحدة تدعى دونزيل وهي مغنية أوبرا. في عام 1997 تخرجت جلوزيل من جامعة فلوريدا [العربية] (جامعة فلوريدا) بدرجة البكالوريس في الفنون الجميلة [العربية](بكالوريوس الفنون الجميلة) متخصصة في المسرح الموسيقي [العربية] (مسرح موسيقي).

## الوظيفة
في عام 2003 انتقلت جلوزيل إلى هوليوود في كاليفورنيا لتبحث عن وظيفة في التمثيل والكوميديا الساخرة. انضمت إلى مدرسة الجراوندلنجز
(The Groundlings [الإنجليزية]) ودرست أسلوب الممثل الهزلي المفضل لديها جاي لينو (جاي لينو) من خلال حضور 600 حلقة متتالية من برنامجه «عرض الليلة».أنشأت مدونة تضمنت سلسلة من المقابلات مع أفراد آخرين من الجمهور في برنامج لينو ولكنها سرعان ما بدأت باستخدام برنامج اليوتيوب لعرض المقابلات. ثم بدأت بإنشاء مقاطع فيديو ساخرة بنفسها ونشرها على قناتها في اليوتيوب حين أخبرها الناس الذين قابلتهم في حلقات برنامج لينو أنها شخصية كوميدية بنفسها. كان أول مقطع فيديو الذي انتشر انتشارا ساحقا في عام 2008 بعنوان «ستساعدني حمالة الصدر المرفوعة في إيجاد الرجل الذي يناسبني» والذي حصل على مجموع مشاهدات بلغت أكثر من 20 مليون مشاهدة. بدأت بعمل مقاطع فيديو ساخرة مركزة على حياتها اليومية وتقليد المشاهير والمحاكاة الساخرة للأغاني والبدع التي يتم تناقلها في الإنترنت. بعض من أحدث مقاطعها التي انتشرت هي ترجمتها لأغاني البوب مثل أغنية كشا(كشا) «تك توك (Tik Tok)» وأغنية ريانا(ريانا) «رود بوي».
في عام 2011 اكتسبت جلوزيل شهرة أوسع عندما تطرق الممثل اليجاه وود (إليجاه وود)لذكر مدونة الفيديو خاصتها عن مقابلتها إياه في مقابلته في البرنامج الحواري المباشر جيمي كيميل لايف (جيمي كيميل لايف!). اشتهر مقطع الفيديو " تحدي القرفة (Cinnamon Challenge [الإنجليزية])" في 2012 بشكل سريع إلى أن تم تصنيفه في المرتبة الرابعة في قسم مقاطع الفيديو الأكثر تداولا في صحيفة الغارديان في فبراير 2012، وخلال 2016 جمع مقطع الفيديو أكثر من 48 مليون مشاهدة. في يونيو من عام 2012 ظهرت جلوزيل في مقطع الفيديو «الحسناء والوحش» الخاص بتودراك هال (Todrick Hall [الإنجليزية]) الذي يعيد تصور افتتاح ديزني لفيلم الحسناء والوحش حيث تعيش الحسناء في حي متمدن للأميركيين الأفارقة. وبالإضافة إلى ذلك، فإنها ظهرت بمعية داني تريجو [العربية] (داني تريجو) وفلافور فلاف
(Flavor Flav) وكذلك شخصيات أخرى من اليوتيوب وهما انتوني دودسون (Antoine Dodson [الإنجليزية]) وكوليين بالينجر (Colleen Ballinger) في حلقات د. فابيولس الموسيقية الالكترونية حيث تمثل جلوزيل دور سكرتيرة الطبيب الفخري التي تحب صلصة السلطة [العربية] «رانش» وتدعى «مود ما كيكز».
قامت جلوزيل بأداء عروض ستاند أب كوميدي في عدة نوادي تختص بالكوميديا مثل: نادي كوميدي ستور
(The Comedy Store [الإنجليزية]) ونادي امبروف
(The Improv [الإنجليزية]) ونادي لاف فاكتوري (Laugh Factory [الإنجليزية]) وشوتايم في ابولو
(Showtime at the Apollo [الإنجليزية])، وعرض المواهب الخاص بستيف هارفي ونادي الكوميديا الخاص بانتوني براون. وكذلك ظهرت في برنامج د. اوز (برنامج الدكتور أوز) وبرنامج 20\20 (20/20 (U.S. TV series) [الإنجليزية]) وأخبار اي بي سي [العربية] (إيه بي سي نيوز) وقناة أم تي في [العربية]
(إم تي في) وكذلك في مجلات وجرائد مثل واشنطن بوست [العربية]
(واشنطن بوست) ولوس انجلوس تايمز [العربية] (لوس أنجلوس تايمز)و يو اس نيوز [العربية](U.S. News & World Report [الإنجليزية]) ومجلة ابوني [العربية] (إبوني (مجلة)) ومجلة كوزموبوليتن [العربية] (كوزموبوليتن) ومجلة بيبول [العربية]
(بيبول)و مجلة فوربس [العربية] (فوربس (مجلة)) من بين عدة وسائل إعلام أخرى. منذ عام 2013 بدأت جلوزيل بعمل بث مباشر مجاني متنوع تستضيف فيه مشاهير وشخصيات من اليوتيوب كالمغنية سيساندرا لويس (Sisaundra Lewis [الإنجليزية]) وميجان تونجز وفراكي جراند (Frankie Grande [الإنجليزية]) وميراندا سينجز (Miranda Sings [الإنجليزية]) وفار ينج. وكذلك نشرت كتابا يحتوي على أشعار ملهمة بعنوان «انتظر! دعني أخبرك».
في مايو من عام 2013، أطلقت جلوزيل أول أغنية لها بعنوان «قم بتنظيف المكان من أوساخ كلبك» في متجر الموسيقى الخاص بشركة آبل، ومن ثم تم نشر مقطع الفيديو الخاص بالأغنية في اليوتيوب. ونشرت أغنيتها الثانية بعنوان «تحدى القرفة الخاص بجلوزيل» في وقت آخر من الشهر نفسه. خلال 2013، بلغ عدد المشاهدات في قناة جلوزيل أكثر من 400 مليون مشاهدة واشترك فيها 2.7 مليون شخص، وقد تم تصنيفها في مرتبة 25 في قائمة القنوات الكوميدية الأكثر مشاهدة. وبحلول 2015، جمعت القناة أكثر من أربعة ملايين مشترك وبلغ عدد مشاهداتها أكثر من 700 مليون مشاهدة.
في 22 من يناير 2015، قامت جلوزيل بمقابلة باراك أوباما [العربية](باراك أوباما) في بث مباشر على اليوتيوب وتم عقدها في البيت الأبيض [العربية]. تحدثت معه بين المواضيع الأخرى عن التمييز العنصري وإطلاق الشرطة للنار والعلاقات مع كوبا والحماية الالكترونية. وقرب انتهاء المقابلة، أعطت أوباما أحمر شفاه ذو لون أخضر ليعطيه السيدة الأولى وابنتيهما ولكن قالت عن طريق الخطأ «هذا لزوجتك الأولى» مما أثار الضحك من بعض الجمهور في غرفة المقابلة. حلت جلوزيل ضيفة في المسلسل الهزلي الذي تعرضه قناة نكلوديون [العربية] (نكلوديون (قناة تلفزيونية)) (جيم شيكرز (مبتكري الألعاب)) ولعبت دورا في فيلم (المشترك في حفلة الزفاف (The Wedding Ringer [الإنجليزية])). ولقد تم تكليفها بدور الجدة في فلم الأنمي القادم الذي تنتجه شركة دريمووركس [العربية] (DreamWorks) بعنوان (الأقزام (ترولز (فيلم)). وتبث كذلك مسلسل وثائقي بعنوان (جلو إن أول) عن بحثها هي وزوجها لإنجاب طفل عن طريق أم بديلة.
في يوليو من عام 2016، أعلنت جلوزيل عن سيرة ذاتية بعنوان (هل أنت بخير؟)و كتبتها بالتعاون مع نيلز باركر.

## حياتها الشخصية
كانت جلوزيل متزوجة من عام 2000 إلى عام 2003. وقد ذكرت علاقتها مع زوجها السابق وطلاقهم في سيرتها الذاتية (هل أنت بخير؟). تعيش جلوزيل في لوس انجلوس [العربية] مع مدير أعمالها وزوجها كيفين سيمون. ولقد تزوجا في التاسع من أغسطس عام 2013. في ديسمبر 2015، أعلن الزوجان أنهما ينتظران طفلهما الأول وهي فتاة وستنجبها أم بديلة. في الرابع من أغسطس من عام 2016 الساعة الثانية و45 دقيقة، أنجبت شوانا، وهي الام البديلة لجلوزيل، طفلة تدعى اوزيل جلوريانا ددي جرين سيمون وتزن 8 أرطال و9 اوقية.

## روابط خارجية
- جلوزيل سيمون على موقع IMDb (الإنجليزية)
- جلوزيل سيمون على موقع ميوزك برينز (الإنجليزية)
- جلوزيل سيمون على موقع قاعدة بيانات الفيلم (الإنجليزية)

GloZell's Reality Show Life's channel on YouTube